# Nuevos Órganos
Nuevos Órganos är en ort i Mexiko.   Den ligger i kommunen Acayucan och delstaten Veracruz, i den sydöstra delen av landet, 500 km öster om huvudstaden Mexico City. Nuevos Órganos ligger 74 meter över havet och antalet invånare är 108.
Terrängen runt Nuevos Órganos är platt, och sluttar västerut. Runt Nuevos Órganos är det ganska tätbefolkat, med 93 invånare per kvadratkilometer. Närmaste större samhälle är Corral Nuevo, 7,9 km norr om Nuevos Órganos. Omgivningarna runt Nuevos Órganos är en mosaik av jordbruksmark och naturlig växtlighet.